# 伊吹 (巡洋戦艦)
伊吹（いぶき）は、日本海軍の巡洋戦艦（竣工時は一等巡洋艦）。
艦名は伊吹山に由来する。

## 概要
第三期拡張計画により建造された装甲巡洋艦(後に巡洋戦艦)の1隻。
姉妹艦は鞍馬。
「伊吹」は元々巡洋戦艦鞍馬と完全な同型艦として計画されたが、
起工直前に戦艦安芸とともにタービン搭載に改められ、設計に時間を要し起工は遅れた。
先に進水した安芸の工事を一時中止し、伊吹は事前実用実験の目的で竣工が急がれた。
結果主力艦としてイギリス戦艦ドレッドノート等に次ぐ早い時期のタービン搭載艦となり、これはアメリカ合衆国、ドイツ、フランスに先んじ、日本海軍がタービン機関採用に積極的であったことを示す証拠とされる。
1911年ラーマ6世の戴冠式のためにタイを訪問。
第一次世界大戦初期に、第一南遣枝隊としてインド洋、オーストラリア、南太平洋などを行動。
1916年相模、丹後、宗谷のロシア引渡のために須磨と共にウラジオストクへ派遣。
1920年のシベリア出兵時に沿海州方面の警備に従事した。
ワシントン海軍軍縮条約により廃艦となり、
解体された。

## 機関
伊吹の計画当初はレシプロ主機を予定し、実馬力22,500、速力21.25ノットとされていた。
伊吹と安芸はタービン搭載に変更、伊吹の機関計画は以下の通りになった。
- 回転数:225rpm
- 実馬力：24,000(軸馬力21,600)
- 速力:22ノット

タービンの製造費を抑えるために伊吹と安芸の主機は同一とし、両艦用のタービンと推進器4基は伊吹用の真空ポンプ、注水ポンプ、復水器と共にフォアリバー社(Fore River)と1906年（明治39年）6月1日、475,000ドルで製造契約を結んだ。
なおカーチス・タービンの製造権も7月1日に(マリン・タービン社と)契約、購入した。
タービンは軸車の直径27ft、心棒の全長27ft3inで、前進が7段落、後進2段落、1基の総重量は約150トンだった。
同年（1906年）11月に行われた筑波の公試によると、伊吹搭載予定の宮原式缶は29,000実馬力の力量があると推測された。
伊吹はレシプロより蒸気消費量の少ないタービン機関に変更されたため、更に32,300実馬力、23ノットが可能と思われた。
その件をフォアリバー社と交渉した所、「タービンの能力は270rpmで27,000軸馬力(24,500実馬力)が可能な計算だが、復水器の能力が21,600馬力までしか無く、復水器の能力を上げても22ノットが限界」という回答だった。
艦政当局はタービン噴口の改造などで、速力22.75ノットとしようと会社と交渉を行った。
フォアリバー社は推進器を直径13ft6in、ピッチ10ftに計画を変更したが、速力は依然と22ノット以上は保証しなかった。
実際、1909年（明治42年）8月12日の全力公試では、速力20.865ノットの成績に留まった(詳細は#公試成績を参照)。
呉海軍工廠では艦政当局に指揮を仰ぎ、以下の対策を行った。
- 現在装備する推進器(直径13ft6in)とフォアリバー社での新計画による推進器(直径12ft)を長崎三菱造船所のテスト水槽で実験し、最適な推進器を求める
- タービン噴口を広げる
- 復水器の改造

1910年（明治43年）6月23日に再度公試を行い、速力21.16175ノット(詳細は#公試成績を参照)を記録した
が、計画速力には達しなかった。
なおカーチス式タービン導入に際し実地の整備操縦を拾得するため、1908年1月当時呉海軍工廠造機部員だった重村義一海軍機関少監を造船監督官に任命した。
彼はアメリカへ、ついでイギリスに渡り、クレオール号やアメシスト号などに乗艦し研究、1909年6月に帰国して伊吹の艤装員となり、
翌年に伊吹の初代機関長となった。

## 建造スピード
伊吹は安芸進水後の1907年（明治40年）に起工したが、
輸入したカーチスタービンの到着が安芸用より先になり、蒸気タービン機関の試験艦としての性格を兼ねることとなった。
戦艦安芸がまだ呉海軍工廠第三船台で建造中に特命検閲があり、井上良馨元帥が小幡文三郎造船部長に「主力艦は、予算に制限がなければ何か月で進水できるか」と尋ね、小幡は「6か月」と即答した。小幡にはほんの2-3年前に「4か年」と称し、多忙な戦時下に巡洋戦艦筑波を実際に1か年で進水させた実績はあるもののこの回答に工廠長、検閲使ともに驚いたのだが、小幡は造船先進国イギリスが試験艦であった戦艦ドレッドノートを特急工事で仕上げて4か月で進水しているのを見て「英国が4か月ならわれは6か月でできるであろう」と考え、すでに工程まで検討済みであった。伊吹の起工式の日小幡は工員全員を集めて「今度の艦は今から正味6か月で進水する。しかも日曜や休日は、決して出業しない。また残業もしない。いっさい実時間の作業である。責任は私が持つ。今日はよぶんの加給をつけてあげるから、諸君はいまから帰宅し、風呂にはいって一杯やりたまえ。そのかわり明日からしっかり全力をあげて作業せよ。お金は仕事をしただけ余分にあげる」と訓示し、実際伊吹は起工から6か月で進水した。
竣工は鞍馬や安芸より先となった。

## 艦歴

### 建造

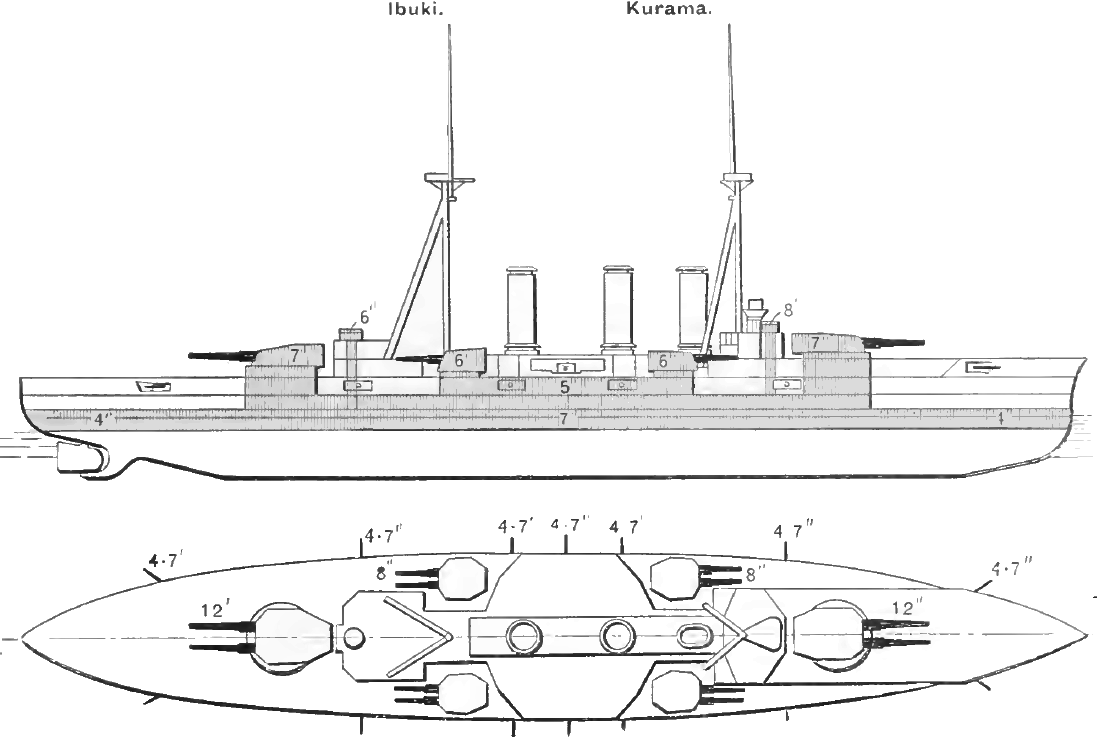
本艦の武装・装甲配置を示した図。

1905年(明治38年)1月31日呉海軍工廠で製造するよう訓令が出された。
この時点で製造予算が不足しており、香取・鹿島の余剰予算や第二号装甲巡洋艦(後の榛名)の予算から流用することが決まっていた。同年6月11日、日本海軍は第一号装甲巡洋艦の艦名を伊吹と内定する（寅号装甲巡洋艦は鞍馬を予定）。
1906年（明治39年）8月17日、艦尾にスターン・ウォークの設置が決まった。
また同年11月に混焼装置設置の訓令が出された。
1907年（明治40年）5月22日、呉海軍工廠第三船台で戦艦安芸（同年4月14日進水）の次に起工。
同年11月21日午前9時30分、本艦は進水。
第一号装甲巡洋艦は制式に伊吹と命名される。同日附で一等巡洋艦に類別。
竣工は1909年（明治42年）8月31日の予定だったが、砲の吹掃装置の計画がまとまっていないなどにより竣工予定は9月30日、
次いで10月31日と変更、
実際の竣工は11月1日(または11月2日)となった。
竣工時には吹掃装置の改造などが間に合わなかった。

### 1910年度
竣工後も艦隊編入(就役)はせず、
明治43教育年度(1909年12月1日-1910年11月30日)は第1予備艦で4カ月、第2予備艦で8カ月を過ごした。
1910年（明治43年）12月1日第1艦隊に編入された。

### 1911年度
ラーマ6世の戴冠式に伏見宮博恭王が参加するため、1911年（明治44年）11月から12月までの御召艦としてタイ・バンコクを訪問している。
伊吹は第一艦隊の役務のまま御召艦となり、
供奉艦は呉鎮守府警備艦の淀が指定された。
10月19日時点での定員は881名(傭人16名を含む)、派遣には軍楽隊27名も乗艦した。
伊吹は11月9日(午前8時53分、または午前8時55分)呉を出港し11日(午前11時4分)佐世保港に入港、
11番浮標に繋留した。
11月14日(午後2時24分)佐世保で伏見宮博恭王が乗艦し、
同日(午後3時30分)出港、
11月19日9時10分、香港に入港し、
イギリス軍艦錨地第2浮標に繋留、
先行していた淀と合流した。
翌20日石炭550トンを搭載、イギリス要塞司令官が来艦した。
21日(午前11時)香港を出港し、
11月27日バンコクに到着、
午後3時(または午後3時11分)チャオプラヤ川河口から12カイリの位置に投錨した。
11月28日午前9時15分伏見宮博恭王は伊吹を退艦し、艦載水雷艇で淀に移乗した。
同地で伊吹は満艦飾の実施や礼砲の交換などを行った。
11月29日と30日に阿蘇山丸から石炭を搭載した。
12月1日に戴冠式が行われ、伊吹は昼(午前8時から日没まで)は満艦飾を、夜(午後5時半から0時まで)は電飾を行った。
なお2日以降も戴冠式の関連行事が続いており、伊吹は2日から4日まで満艦飾と電飾を継続した。
12月2日から3日間、伊吹の下士卒は1/3づつに分けて上陸、バンコク市内を見学した。
12月5日、バンコク在留民100名余りを伊吹に招待した。
12月6日、2日に上陸時間の少なかった乗員(2日の約半数)を上陸させ、多数の士官がシャム海軍兵学校を見学した。
12月7日観兵式が行われ、伊吹・淀から陸戦隊が参列予定だったが、イギリス・ロシアが参列しないこと、乗員の疲労が重なっているなどの理由で参列は断念、伏見宮博恭王が参加した。
12月9日午後4時40分、伏見宮博恭王が伊吹に乗艦した。
帰路は12月10日12時に単艦で出港、
12月19日香港に入港、
9時10分イギリス軍艦錨地第2浮標に繋留した。
馬公に寄港し石炭を搭載する予定だったが取りやめられ、
香港で石炭(1,200トン)と淡水を搭載し、
21日(午後3時25分、または午後3時30分)、香港を出港した。
12月28日(午後1時、または午後2時)に横須賀へ入港し
6番浮標に繋留、午後2時51分に伏見宮博恭王は退艦した。

### 1912年度
1912年（明治45年）1月18日、主砲砲塔上に3インチ子砲を装備する訓令が出された。
1月22日呉を出港、北清の警備を行い2月8日佐世保に帰投した。
1912年（大正元年）8月28日、日本海軍は艦艇類別等級表を改訂する。
伊吹以下4隻（筑波、生駒、鞍馬、伊吹）が巡洋戦艦に類別された。
同年12月1日、第1艦隊を外れた。

### 1913年度
1913年（大正2年）2月12日、ビルジキールを改造し、改造前後で動揺試験を行うよう訓令が出された。
また同年（1913年）度予算で弾薬庫等の通風冷却装置の改造訓令、
タービン注油溢出管装置や油冷却器の改正認許、
タービン内部乾燥装置の新設改造認許、
冷却装置改造により不要となった冷却器室を倉庫や要具庫に改造することを認許、などの命令が出された。

### 1914年度
1914年（大正3年）3月13日、第1缶室内にある単面缶を掃除のために開放した所、ボイラー内にあるドラム鏡面に外部に膨らんだものがあることが判った。
原因究明のために原因調査委員会が組織され、6月1日付けで調査報告書が提出された。
同年4月2日から
4月19日まで呉鎮守府艦隊の旗艦となった。
また同年8月10日から
8月19日まで旗艦となった。

### 第一次世界大戦
第一次世界大戦では、インド洋まで進出して通商保護に従事した。
1914年（大正3年）8月26日、宮島を出撃、
8月末、英国との共同作戦によりインド洋・南洋方面で英国船を襲撃していたドイツのエムデンに対抗するため巡洋艦「筑摩」とともにシンガポール経由でジャワ島方面に向かったが、出撃の情報が到着の数日前にシンガポールで流布し、ドイツ側に察知されてエムデンを捕捉することができず、この間エムデンはベンガル湾で英国汽船5隻を撃沈、シンガポール日本領事館の駐在武官・荒城海軍少佐が「シンガポールの在留日本人が噂を流したことで作戦が失敗し、英国に対して面目を失した」として日本語紙記者に住民に対し警告を発するよう求めたとされている。
10月1日、特別南遣枝隊が伊吹、筑摩、日進で編成された。
12月25日甲島へ入港、
翌1915年（大正4年）1月17日、横須賀軍港に帰投した。

### 1915年度
秋の大演習では青軍第4戦隊として参加、
12月4日、横浜沖の大礼特別観艦式に参列した。

### 1916年度
1916年（大正5年）3月20日、特務艦隊(司令官山中柴吉)が伊吹と須磨で編成された。
ロシアへ相模、丹後、宗谷の引渡のため
3隻と共に伊吹は3月28日呉を出港、
須磨と途中合流し、
3月31日佐世保を出港、
4月3日正午ウラジオストクに到着、
3隻の授受は4日正午に行われた。
5日にはゴンダッチー提督やロシア艦隊司令長官シュリッツ中将等の将校を伊吹に招いた。
同日午後4時ウラジオストクを出港、
4月8日舞鶴に帰投した。

### 1917-1918年度
大正6年（1917年）度に巡航タービンを新設した。
また以前に問題になったボイラーのドラム鏡板換装などの修理を行った。
巡航タービン設置工事の完了予定は駆逐艦桑と椿の新造工事があったため、1918年（大正7年）9月15日に延期、
8月になり更に9月30日まで延期された。
なお大正9年3月調艦艇要目一覧表によると大修理(大改造)は同年2月施行となっている。
同年12月1日、第3艦隊第5戦隊に編入された。

### 1919年度
1919年（大正8年）7月22日大湊を出港、沿海州方面へ出勤し、7月17日清津に帰投した。
8月19日から25日の間、伊吹、鞍馬、明石の3隻は富山県伏木、石川県穴水、輪島、金石港を訪問した。
24日・25日には金石港に停泊し、伊吹、鞍馬の乗員約500名が上陸し金沢市を訪れた。
この2日間の一般観覧者は約2万人となった。

### 1920年度
1920年（大正9年）5月から9月、沿海州警備に従事、
シベリア出兵の支援に用いられた。
5月22日小樽を出港、8月26日同地へ帰投した。
9月20日、第5戦隊を外れ、第2艦隊第3戦隊に編入された。
11月5日、大正天皇皇太子（当時19歳。のち昭和天皇）が広島県・大分県を行啓することになり、神戸港で御召艦「伊吹」に乗艦する。供奉艦は軽巡洋艦「球磨」であった。
11月6日午後4時20分、「伊吹」は別府港に到着した。
11月7日、皇太子は「伊吹」を退艦、九州地方を巡啓した。
11月15日夕刻、皇太子は「清見丸」および駆逐艦「谷風」を乗り継ぎ、部崎泊地（北九州）に停泊中の「伊吹」に乗艦する。
11月16日午前8時、艦隊は江田島湾に到着した。皇太子は海軍兵学校に行啓し、在学中の高松宮宣仁親王（皇太子弟宮）、博忠王、朝融王と対面した。
翌17日午前7時15分、皇太子は「伊吹」から「球磨」に移乗する。
大山祇神社を参拝後、「伊吹」に帰艦した。その後、御召艦「伊吹」は瀬戸内海を航行する。
11月19日午前6時45分、「伊吹」は横須賀に入港した。午前9時20分、皇太子は「伊吹」を退艦し、本艦は御召艦任務を終えた。
12月1日第3戦隊を外れた。
以降艦隊編入は無い。

### 1921年度
1921年（大正10年）9月中旬から下旬にかけて豊後水道で行われた連合艦隊(第一艦隊、第二艦隊)の射撃訓練に於いて、浅間と伊吹は標的を曳航する曳的艦任務を行った。

### 廃艦
1922年（大正11年）2月6日締結のワシントン海軍軍縮条約により、海軍は「伊吹」の廃艦を決定する。
1923年（大正12年）9月20日、除籍、
艦艇類別等級表からも削除された。
兵装等の撤去工事は呉海軍工廠で行われ、11月15日ボイラー撤去に着手、
22日魚雷発射管を撤去、
25日砲塔撤去の終了、
27日舷側装甲撤去に着手した。
装甲は上列から順に撤去していき、下列の撤去は1924年（大正13年）1月16日終了、
第1期廃棄作業は2月16日終了した。
船体は川崎造船所に払い下げられた後、同年12月9日に解体完了した。

### その後
搭載していた2基の主砲は、津軽要塞大間崎砲台と
豊予要塞丹賀砲台に転用されたが、丹賀砲台に移設した砲塔は暴発事故を起こし1942年（昭和17年）に失われている。
1925年（大正14年）、通商保護をした縁で伊吹の縮小模型が日本政府からニュージーランド政府に寄贈された。この模型は現在ニュージーランド国立博物館テパパに収蔵されている。
1939年、洋画家の荒井陸男が第一次世界大戦中の伊吹をモチーフとした『軍艦伊吹、豪州ニュージランド軍隊護衛』を製作。オーストラリア側に渡ったとされるが所在は不明。

## 公試成績
| 実施日        | 種類      | 排水量 | 回転数                                 | 出力          | 速力           | 場所 | 備考         | 出典   |
| ------------- | --------- | ------ | -------------------------------------- | ------------- | -------------- | ---- | ------------ | ------ |
| 1909年8月12日 | 公試全力  |        | 右:252.15rpm 左251.13rpm (平均:252rpm) | 27,353.0 SHP  | 20.8675ノット  |      | 標柱間2往復  | [ 48 ] |
| 1909年8月12日 | 6時間続航 |        | 250.2rpm                               | 27,142 SHP    |                |      |              | [ 46 ] |
| 1910年6月23日 | 全力      |        | 右:265.075rpm 左:265.05rmp             | 28,977.05 SHP | 21.16175ノット |      | 竣工後の実施 | [ 48 ] |

## 艦長
※『日本海軍史』第9巻・第10巻の「将官履歴」及び『官報』に基づく。
- 秀島七三郎 大佐：1909年4月1日 - 1910年12月1日 ＊兼呉海軍工廠艤装員（ - 1910年4月1日）
- 秋山真之 大佐：1910年12月1日 - 1911年3月11日
- 関野謙吉 大佐：1911年3月11日 - 1912年3月1日
- 伏見宮博恭王 大佐：1912年3月1日 - 12月1日
- 小林恵吉郎 大佐：1912年12月1日 - 1913年10月14日
- （兼）奥田貞吉 大佐：1913年10月14日 - 11月12日
- 竹内次郎 大佐：1913年11月12日 - 1914年5月6日
- 加藤寛治 大佐：1914年5月6日 - 1915年2月1日
- 川原袈裟太郎 大佐：1915年5月1日 - 12月13日
- 中川繁丑 大佐：1915年12月13日 - 1916年12月1日
- 大内田盛繁 大佐：1916年12月1日 - 1917年12月1日
- 小松直幹 大佐：1917年12月1日 - 1918年9月10日
- 森本義寛 大佐：1918年9月10日 - 11月10日
- 海老原啓一 大佐：1918年11月10日 - 1920年11月20日
- 福田一郎 大佐：1920年11月20日 - 1922年6月10日
- 山名寛一郎 大佐：1922年6月10日[147] - 1922年11月10日[148]
- 松平保男 大佐：1922年11月10日 - 1923年9月1日

## ギャラリー

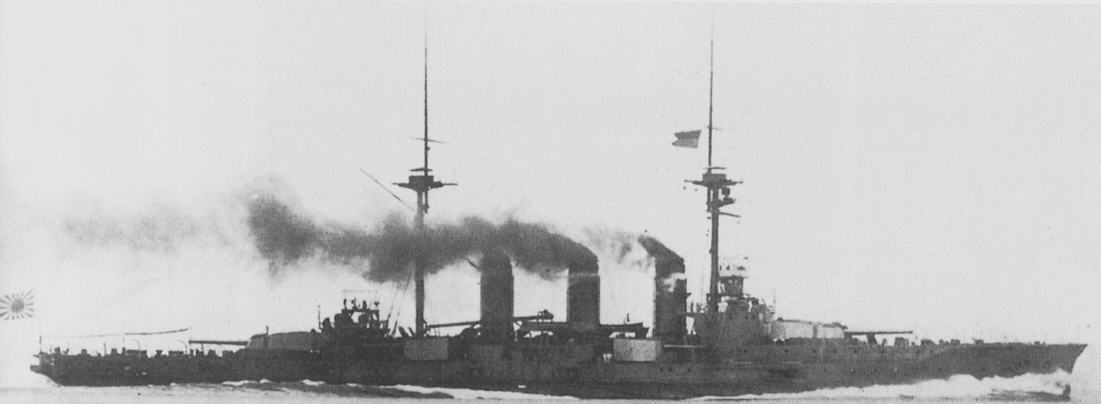
1910年6月23日全力公試中の伊吹(広島湾大黒神島標柱間)
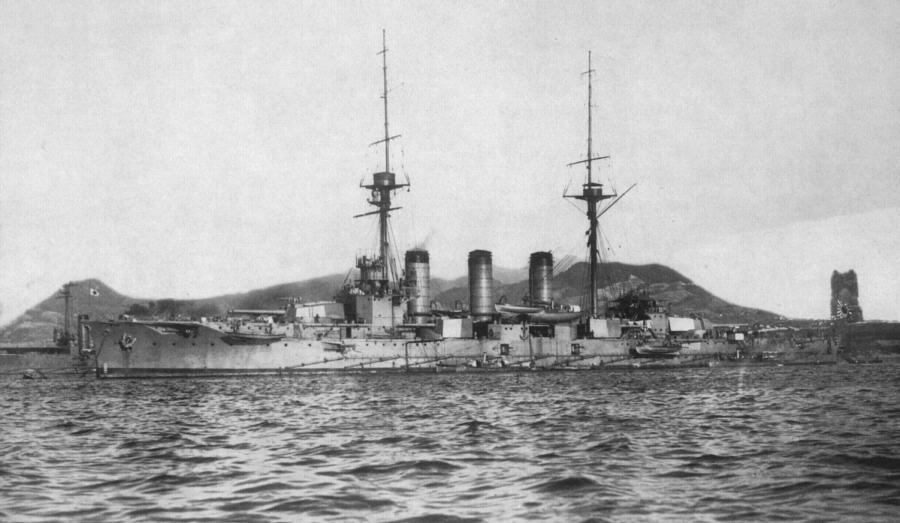
1915年12月26日、母港呉に帰港した伊吹
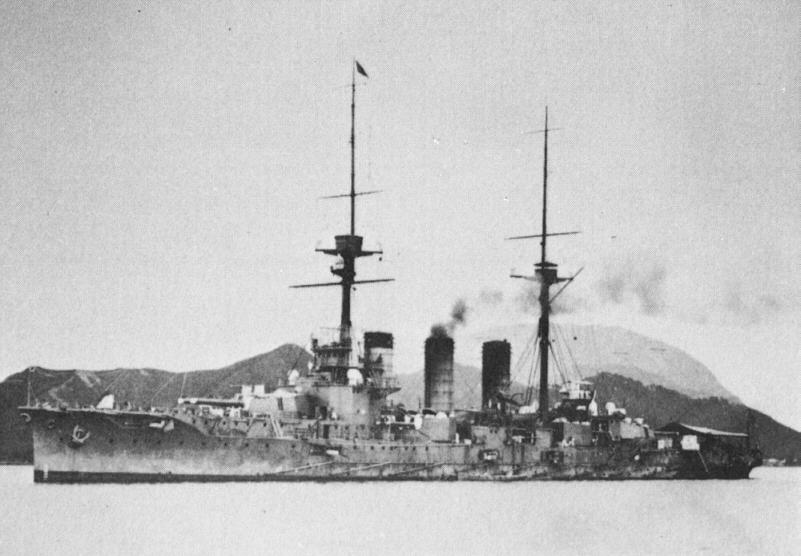